# John Owen Tudor
John Owen Tudor, zwany Efraim (ur. 1784, zm. 1861) – misjonarz i apostoł Katolickiego Kościoła Apostolskiego w Polsce, Indiach i Australii. 

## Życiorys
Z pochodzenia był Walijczykiem. Mieszkał w Londynie gdzie był nauczycielem języków klasycznych. Po spotkaniu pastora Edwarda Irvinga przystał do utworzonej przez niego Wspólnoty Apostolskiej. W latach 1826–1830 uczestniczył w organizowaniu pierwszego zboru irwingian w Albury. Był redaktorem i publicystą gazety Watch Morning – periodyku nowego wyznania.
W 1833 roku był jednym z sześciu pierwszych ordynowanych w Katolickim Kościele Apostolskim, a w 1835 roku został wyznaczony apostołem Kościoła do prowadzenia misji na ziemiach polskich. Jednocześnie otrzymał imię Efraim, od imienia jednego z synów Józefa. 
Udało mu się pozyskać wyznawców wśród społeczności niemieckiej Bydgoszczy, gdzie też założył pierwszy zbór irwingian w Wielkim Księstwie Poznańskim. Po utworzeniu kilku placówek na ziemiach polskich, w 1852 roku przekazał opiekę nad nimi apostołowi  Thomasowi Carlyle'owi i wyruszył do Azji. Kilkakrotnie przebywał w Indiach, gdzie próbował otwierać lokalne zbory.
W 1856 roku przybył do Australii i założył tam pierwszy zbór Katolickiego Kościoła Apostolskiego w Melbourne.  